# Aeroportul Internațional Murcia
Aeroportul Internațional Murcia (IATA: RMU, ICAO: LEMI) este un aeroport din Corvera⁠(d), Murcia, Regiunea Murcia, Spania ce deservește zona Regiunea Murcia. Aeroportul a fost tranzitat în 2022 de 838.940 de pasageri. A fost numit după zona deservită.
Situat la o altitudine de 193 m, aeroportul dispune de 1 pistă. Este operat de Aena⁠(d).

## Infrastructură

### Piste
Aeroportul dispune de o singură pistă. Pista 05/23 are suprafața de asfalt și dimensiunile 3.000 m × 45 m. 